# Urve Palo

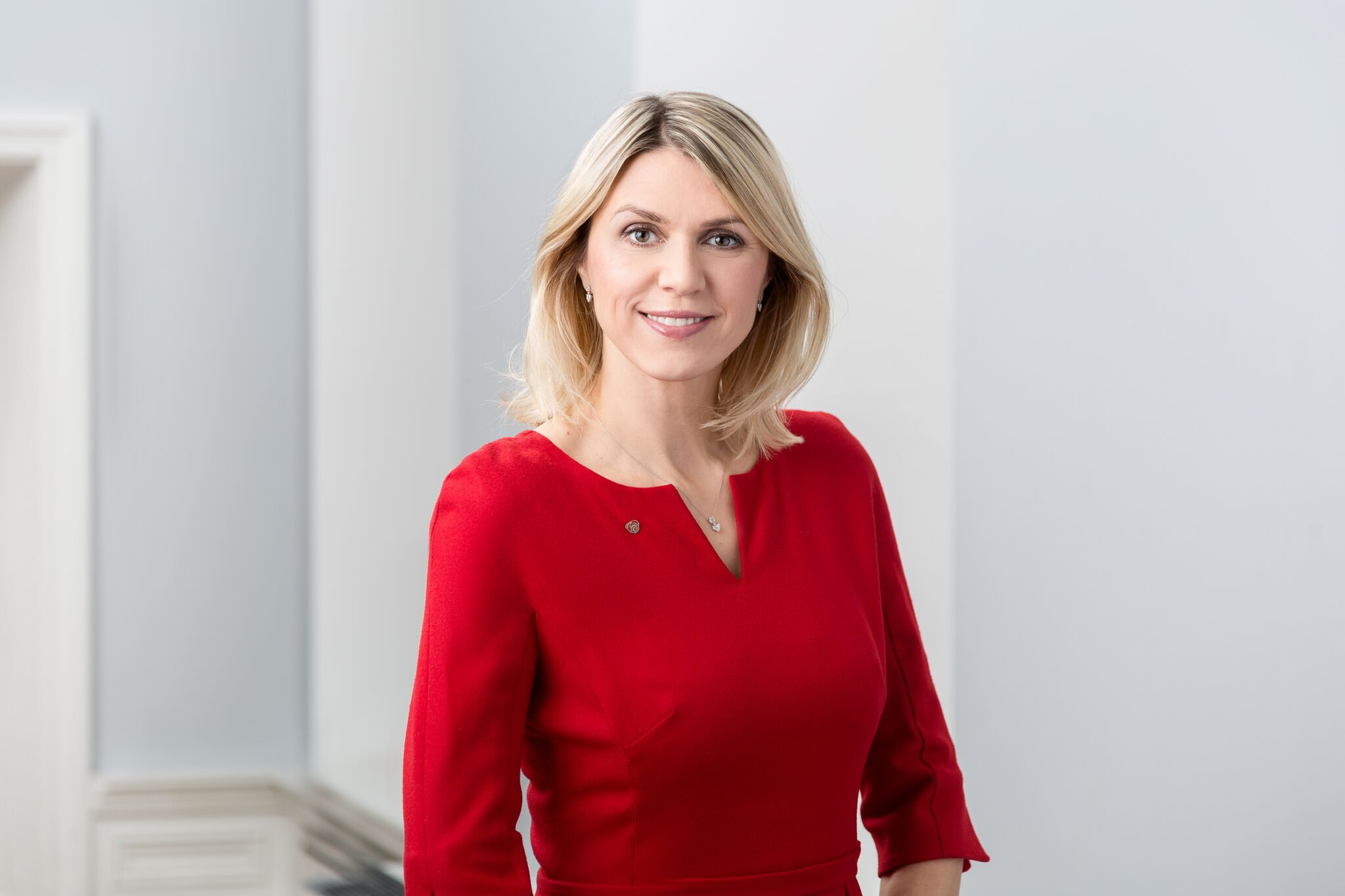
Urve Palo (2017)

Urve Palo (* 10. Juli 1972 in Haapsalu) ist eine estnische Politikerin. Sie war Abgeordnete im estnische Parlament (Riigikogu) und von 2007 bis 2018 Ministerin verschiedener Ressorts. Sie gehörte von 2006 bis 2018 der Sozialdemokratischen Partei Estlands (SDE) an. 

## Leben
Urve Palo schloss 1990 das Gymnasium in Värska ab. Sie studierte bis 1994 an der Wirtschaftswissenschaftlichen Fakultät der Universität Tartu. Im Jahr 1993 wurde sie für die estnische Baufirma Saint-Gobain Ehitustooted Eesti AS tätig, deren Leitung sie 1999 übernahm.

### Politik
Urve Palo trat der SDE im Jahr 2006 bei. Von April 2007 bis Mai 2009 war sie im Kabinett von Ministerpräsident Andrus Ansip Bevölkerungsministerin (estnisch Rahvastikuminister). Zu ihren Aufgaben gehörten vor allem die Integration der russischsprachigen Minderheit in Estland und eine stabile demographische Entwicklung der estnischen Gesellschaft.
Bei der Parlamentswahl in Estland 2011 gelang Palo mit 5875 Stimmen der Einzug in das estnische Parlament. Von März 2014 bis April 2015 war sie Wirtschafts- und Infrastrukturministerin in der sozialliberalen Koalitionsregierung unter Ministerpräsident Taavi Rõivas.
Bei der Parlamentswahl 2015 gelang es Urve Palo, ihr Abgeordnetenmandat mit 2028 Stimmen zu verteidigen. Vom 9. April bis 14. September 2015 war Palo in der Regierung von Ministerpräsident Taavi Rõivas Ministerin für Außenhandel und Unternehmertum der Republik Estland. Im September 2015 schied sie im Rahmen einer Regierungsumbildung aus dem Kabinett aus. Seit dem 23. November 2016 war sie im Kabinett von Ministerpräsident Jüri Ratas Ministerin für Unternehmertum und Informationstechnologie der Republik Estland. Am 23. Juli 2018 gab Palo bekannt nach einem parteiinternen Streit bekannt, ihren Ministerposten aufzugeben und ihre Mitgliedschaft bei der SDE zu beenden. Bis zu den nächsten Wahlen, zu denen sie nicht wieder antrat, behielt sie, so wie sie es geplant hatte, als Parteilose ihr Abgeordnetenmandat.